# Goal 3 – Das Finale
Goal 3 – Das Finale (Originaltitel: Goal! III, Alternativtitel: Goal III: Taking on the World) ist der dritte und somit letzte Teil einer Fußballfilm-Trilogie, in dem es um drei befreundete Fußballprofis geht, die ihren letzten Traum – die Teilnahme mit ihren Nationalmannschaften bei der Fußball-Weltmeisterschaft 2006 in Deutschland – erfüllen wollen. Regie führt Andrew Morahan.

## Handlung
Liam, Charlie und Santiago, drei befreundete Profifußballer in Diensten von Real Madrid, fiebern der bevorstehenden FIFA-Fußball-Weltmeisterschaft 2006 in Deutschland entgegen. Santiago, der Protagonist in den vorherigen beiden Teilen der Trilogie, hat bereits das Ticket für die Nationalmannschaft Mexikos in der Tasche. Liam und Charlie hingegen warten noch auf die entscheidende Berufung in das Team der Nationalmannschaft Englands. Nach einem Abstecher über Rumänien, wo Charlie in einem Vampirfilm mitspielt und sich in seinen Co-Star Sophia Rossi verliebt, machen sie sich zu viert auf den Weg nach Deutschland. Auf der Reise dorthin geschieht jedoch ein Unfall, bei dem sich Santiago schwer verletzt und somit nicht an der Weltmeisterschaft teilnehmen kann. Er wird zum Nebencharakter und taucht lediglich als guter Freund in dem Film auf. Liam und Charlie hingegen werden in die Nationalmannschaft Englands berufen und tragen von dem Unfall scheinbar nicht allzu schwere Verletzungen davon.
Im Laufe der Zeit erfährt der labile und fast alkoholabhängige Liam, dass er Vater ist, und er versucht mit dieser neuen und für ihn schwierigen Situation fertigzuwerden. Langsam baut er erneut eine Beziehung zu seiner Ex-Freundin June und seinem Kind Bella auf. Charlie, der mit unentdeckten Folgen und Verletzungen aufgrund des Autounfalls zu kämpfen hat, verlobt sich mit Sophia. Die Weltmeisterschaft wird im Film aus der Sicht der Engländer gezeigt, wobei Liam und Charlie zunächst nur Reservisten sind. Bei Einwechslungen jedoch liefern beide gute Leistungen. Liam erzielt das 2:2 gegen Schweden nach einem Pass von Charlie. Im Spiel gegen Ecuador wird Charlie gefoult und stirbt später an den Folgen seiner Verletzungen. Das Viertelfinale zwischen England und Portugal beginnt mit einer Schweigeminute für Charlie. Die Engländer verlieren im Elfmeterschießen und scheiden damit aus dem Turnier aus. Der Film endet mit der Hochzeit von Liam und seiner Ex-Freundin.

## Wissenswertes
- Anders als in den ersten beiden Teilen spielt Schauspieler Kuno Becker nicht die Hauptrolle des Filmes, seine Rolle ist nur auf kurze Szenen beschränkt. Die Hauptrollen des dritten Teils spielen Leo Gregory als Charlie Braithwaite und JJ Feild als Liam Adams. Figuren aus den ersten beiden Teilen wie Santiagos Freundin Roz, Glen Foy, und Gavin Harris tauchen im dritten Teil überhaupt nicht auf. Santiago scheint sich von Roz getrennt zu haben, das Schicksal von Foy und Harris ist unbekannt.
- Das im Film gezeigte Viertelfinale zwischen England und Portugal entspricht im Großen und Ganzen dem tatsächlichen Ablauf: Wie in der Weltmeisterschaft verlieren die Engländer auch im Film 1:3 beim Elfmeterschießen.
- Bei den dargestellten Spielen wurden Originalaufnahmen zusammen mit neu gedrehtem Filmmaterial, welche mit Greenscreen-Technik entstanden sind, verwendet.
- Es werden auch einige Fakten mit Erfundenem vermischt: Der letzte Elfmeterschuss, der in Wirklichkeit von Carragher verschossen wurde, wird im Film von Liam Adams verschossen.
- Die Spielnummern von Charlie Braithwaite und Liam Adams sind 25 und 26, jedoch waren von der FIFA nur Spielnummern von 1 bis 23 zulässig.

## Cameo-Auftritte
Im Film sind zahlreiche Profifußballer, die zum Beginn der Dreharbeiten (2008/2009) in den Vereinen Real Madrid, Newcastle United, FC Chelsea oder in den Nationalmannschaften England, Holland, Italien, Portugal, Deutschland, Brasilien, Mexiko etc. gespielt haben, zu sehen. Auch Sven-Göran Eriksson als Manager und Steve McClaren als Trainer sind im Film kurz zu sehen. Da im Film zum großen Teil Originalaufnahmen der FIFA verwendet worden sind, handelt es sich nicht zwingend bei allen genannten Spielern um Cameo-Auftritte. Unter anderem sind folgende Spieler und Trainer in Spielsituationen zu sehen:
- David Beckham
- Wayne Rooney
- Frank Lampard
- John Terry
- Peter Crouch
- Joe Cole
- Steven Gerrard
- Sven-Göran Eriksson
- Cristiano Ronaldo
- Owen Hargreaves
- Ronaldo
- Miroslav Klose
- Ruud van Nistelrooy
- Thierry Henry
- Markus Rosenberg
- Zé Roberto
- Ashley Cole

## Kritiken
„Mit Dokumentarmaterial und teilweise echten Spielern unterfütterter Sportfilm, der abwechslungsreich das Leben von Fußballprofis beschreibt. Solide Unterhaltung, die die Geschichte der beiden Vorgängerfilme stimmig fortschreibt.“